# Сицкий, Василий Андреевич
Василий Андреевич Сицкий (ум. 22 октября 1578) — князь, голова, воевода, дворецкий, наместник, окольничий, боярин и опричник во времена правления Ивана IV Васильевича Грозного.
Из княжеского рода Сицкие. Единственный сын князя Андрея Фёдоровича Сицкого.

## Биография
Своему выдвижению Василий Андреевич во многом обязан браку с Анной Захарьиной-Юрьевой, дочери окольничего Романа Юрьевича Захарьина и родной сестре Анастасии, первой жены царя Ивана IV Грозного, но точный год брака неизвестен.
В 1544 году восьмой голова в Государевом полку в Казанском походе. Упомянут в разрядах в 1549/1550 году, как сын боярский двоюродного брата царя — князя Владимира Андреевича. В мае 1550 года упомянут вторым в числе поезжан на свадьбе князя Владимира Андреевича Старицкого и Евдокии Александровны Нагой. В этом же году вновь участвует в Казанском походе и был при осаде Казани. В октябре 1551 года записан во вторую статью московских детей боярских и упомянут 55 есаулом в походе к Полоцку.
В 1555 году второй воевода сторожевого полка в походе из Суздаля к Казани, посланного на реку Кокшагу против казанцев.
В 1556 году упоминается, как рязанский дворецкий, который стоял около Коломны, а потом участвовал в государевом походе по «крымским вестям».
В 1559 году получил чин окольничего и послан в Дедилов опять против крымцев. В этом же году назван казанским дворецким, участвовал четвёртым воеводою Большого полка против крымцев, коих разбил и из пределов московского государства выгнал, после чего стоял за Тулою на Шивороне с 4 головами. В 1565 году назван Коломенским и Ярославским дворецким, стоял в этой должности при приёме крымских посланников.
В 1567 году получил чин боярина. В этом же году он был одним из воевод во время государева похода в Новгород, а оттуда против короля Польши в армии, во главе которой стоял царевич Иван Иванович.
В сентябре 1571 года четвёртый воевода в армии царевича Ивана Ивановича во время похода против крымцев из Александровской слободы к Николе Зарайскому, в Каширу, Коломну и Серпухов и обратно в слободу, а потом он стоял со сторожевым полком вторым воеводою из опричнины у Калуги. В разрядной книге под этим годом князь Василий Андреевич упомянут, как воевода от опричнины и участвовал третьим воеводою Сторожевого полка в государевом походе в связи с крымской угрозою.
В 1572 году третий воеводой сторожевого полка из опричнины в зимнем походе в Новгород, а оттуда послан вторым воеводою Сторожевого полка в Швецию. Вместе с ним воеводой был Тимофей-Замятня Иванович Сабуров, с которым у него возник местнический счет, но царь приказал быть «без мест», обещая дать счет, когда придут со службы. После похода указано быть ему в Новгороде, а оттуда вторым воеводою в государевом новгородском походе.
Зимой 1573 года третий воевода в государевом походе под Пайду, а по взятии города послан вторым воеводою Сторожевого полка к Колывани и указано взять Роту-мызу.  В этом же году присутствовал на свадьбе Ливонского короля Магнуса с княжной Марией Владимировной Старицкой, где он был дружкой невесты, а жена его была свахой. По свадебному чину они ездили за постелью. В том же году после бегства крымского хана Девлет-Гирея из-под Москвы все полки стали на прежние свои места, кроме сторожевого полка, который остался в Коломне (его воеводами были князья Василий Юрьевич Голицын и Василий Андреевич Сицкий) и левой руки, посланного в Каширу. Вероятно, в это время на береговой приокской линии случилось какое-нибудь важное происшествие, навлекшее опалу на трех главнейших воевод, потому что вслед за тем царь положил опалу на бояр и воевод. Трёх из них, князя Михаила Ивановича Воротынского, князя Никиту Романовича Одоевского и Михаила Яковлевича Морозова, он велел казнить. А князьям Василию Юрьевичу Голицыну и Василию Андреевичу Сицкому велел велел идти к Москве.
По мнению д.и.н. Л.Е. Морозовой, Воротынский пал жертвой доноса Голицына, который затеял с ним местнический спор, а Сицкий ему помогал. Воротынский и Одоевский были казнены за то, что не сообщили о неявке в Серпухов на службу Морозова, что за них выполнили доносчики. Со стороны царя это походит на формальный повод. Морозов не прибыл на службу, поскольку был ранен при осаде Колывани, и доносчики вместе с царем не могли этого не знать.
Через два месяца после бегства крымцев и внимание царя обратилось в другую сторону — к Швеции. Сам Иван Грозный с обоими сыновьями уехал в Новгород и затем стал осаждать Вейссенштейн, а королю Ливонскому Магнусу, султану Булдалию и князю Василию Андреевичу Сицкому велел идти к Яме-городу, где назначил собраться к себе воеводам всех полков. Осенью того же года Василий Андреевич с другими воеводами ездил в Муром для переговоров с возмутившимися казанцами, против которых, в случае неудачного сношения, назначалось уже и войско. Осенью 1574 года послан пятым в Муром к городовому делу.
В 1575 году назван Можайским наместником и ему пришлось отправиться в качестве посла на реку Сестру, границу Московского государства и Швеции, для переговоров о перемирии. Почти полгода спустя, уже по взятии Пернова, Василий Андреевич с товарищами после некоторых затруднений заключил двухлетнее перемирие со шведскими уполномоченными, касающееся новгородских областей и Финляндии, а также безопасности шведских и московских послов, которые будут проезжать в это время для договоров о мире.
В 1576 году при походе из Новгорода к Пскову во время Ливонской войны воевода большого полка; у него в Новгороде должны были собираться костромичи, галичане, Вотская и Обонежская пятина; он же должен был верстать Деревскую пятину. В том же году, когда прибыли в Московское государство цесарские послы Кобенцель и принц Бухау, царь Иван велел князю Елецкому остановить их в Дорогобуже, чтобы точно узнать, для чего они приехали, и послал Никиту Романовича Захарьина-Юрьева и князя Василия Андреевича Сицкого спросить их о том. Кобенцель и принц Бухау объявили, что они не купцы, как предполагает царь, а присланы с грамотами относительно важных дел, требующих скорого решения. Получив такой ответ, Никита Романович и Василий Андреевич отправились с цесарскими послами в Можайск для представления их царю Ивану. В этом же году первый воевода у обоза и снарядов в Серпухове и при нём 6 голов.
В апреле 1577 года был первым при раздаче в Новгороде денежного жалованья суздальским детям боярским, по десятне Юрьева-Польского и Деревской пятины, после ездил с Государём осматривать места под Овлехом.
В мае 1578 года, во время Ливонского похода, второй воевода Большого полка, стоявшие в Дерпте, были посланы к Оберпалену (Полчеву), занятому шведами. Начались местнические споры, причинившие большой вред; дело доходило до неисполнения царских указов и до разных самовольных действий воевод, недовольных своими местами. Воевода большого полка князь Василий Агишевич Тюменский в походе не был и на его место был прислан князь Василий Андреевич Сицкий, но списков не взял и объяснил в челобитной царю, что ему невместно быть вторым воеводой большого полка в то время, как Фёдор Иванович Шереметев написан первым воеводою передового полка, а князь Петр Иванович Татев первым воеводой сторожевого полка. Царь ответил князю Василию, чтобы он на службе был, так как «большого полку другому воеводе до передового и до сторожевого полку до первых воевод дела нет». После этого Василий Андреевич не бил уже челом на Шереметева и участвовал в Ливонском походе. В этом же году упомянут первым воеводой прибавычных войск в Лифляндии, и в связи со взятием Владимирца у Государя обедал за большим столом.
Осенью того же 1578 года литовцы и шведы стали действовать сообща против московских войск. 21 октября Андрей Сапега с литовцами и немцами и генерал Бойе (швед. Göran Boije) со шведами внезапно напали с тылу на московские полки, безуспешно атаковавшие крепость Венден (Кесь). Прежде всего бежала находившаяся в составе московского войска татарская конница; полки отступили в свои лагеря и некоторое время сдерживали натиск неприятеля пальбою из больших орудий, но главные московские воеводы, воспользовавшись наступлением ночи, «с дела побежали, и товарищев своих бояр и воевод выдали, и наряд (то есть артиллерию) покинули». Утром 22 октября, не видя перед собой главных начальников, все войско, исключая пушкарей, обратилось в бегство. Начальник пушкарей Василий Фёдорович Воронцов, князь Василий Андреевич Сицкий, Даниил Борисович Салтыков и князь Михаил Васильевич Тюфякин остались верны долгу и были убиты на своих местах, а остальные воеводы сдались в плен.
Кроме упомянутых выше местнических счетов у князя Василия Андреевича Сицкого были еще счета с Петром Ивановичем Головиным (и иными), Михаилом Далматовичем Карповым, князем Андреем Дмитриевичем Палецким, Михаилом Михайловичем Салтыковым.

## Брак и дети
Жена: Анна Романовна Захарьина-Юрьева, дочь окольничего Романа Юрьевича Захарьина.
Дети:
- Сицкий Юрий Васильевич Косой (ум. после 1560).
- Конон (ум. до 1571/1572)[4]
- Сицкий Василий Васильевич (ум. 1568) — опричник, рында с царевичем копьём в Новгородском походе.
- Сицкий Фёдор Васильевич (ум. до 1571/1572) — опричник, рында со вторым саадаком царевича в новгородском походе 1568 года, рында с копьём царевича в походе 1571 года из Александровской слободы.
- Варвара Васильевна — жена опричника Ф. А. Басманова
- Сицкий Иван Васильевич (ум. 1608) — рында 1579, стольник, боярин 1585—1601, воевода, в 1601 году насильственно пострижен в монахи с именем Сергий, женат на Евеимии Никитичне Романовой, сестре патриарха Филарета Никитича.
- Сицкий Андрей Васильевич Жекла (ум. 1629) — окольничий с 1622, боярин с 1622, воевода, начальник Поместного приказа с 1622.
- Степанида Васильевна (ум. 13 июня 1591) — умерла в девичестве, похоронена в Новоспасском монастыре.

В родословной книге из собрания М.А. Оболенского, в  родословной росписи поданной в Палату родословных дел в 1682 году у князя Василия Андреевича показаны только два сына — князья Юрий Васильевич Косой и Василий Васильевич.
В родословной книге М.Г. Спиридова у князя Василия Андреевича показаны три сына — Юрий Васильевич Косой, Василий Васильевич и Фёдор Васильевич.